# Skinnskatteberg (comune)
Skinnskatteberg è un comune svedese di 4 503 abitanti, situato nella contea di Västmanland. Il suo capoluogo è la cittadina omonima.

## Località
Nel territorio comunale sono comprese le seguenti aree urbane (tätort):
- Riddarhyttan
- Skinnskatteberg